# 一碳化钍
一碳化钍是一种无机化合物，化学式为ThC，是钍的碳化物之一。它可由钍和碳的直接化合制得。碳在1900 °C真空中还原二氧化钍，也能得到一碳化钍。它是黑灰色晶体，和水或稀酸反应生成烃类物质。它具有NaCl结构，空间群Fm3m。